# ロサンゼルス・タイムズ・マガジン
ロサンゼルス・タイムズ・マガジン（Los Angeles Times Magazine、略称LA）は、ロサンゼルス・タイムズ紙が刊行する月刊雑誌である。毎月第1月曜日に発売され、ロサンゼルス・タイムズ紙の日曜版を増補する内容であった。この雑誌は、ロサンゼルスおよびその周辺都市や地域社会の人物・場所・様式・その他の文化的事象の物語や写真に焦点を当てている。2000年から2012年まで出版された。

## 歴史
ロサンゼルス・タイムズ・マガジンは2000年1月から刊行を開始した。この雑誌はロサンゼルス・タイムズ紙の日曜版の補足版であった。この雑誌は、同紙の編集部が出版を中止した2008年まで、毎週刊行された。経済的事情により編集委員会は2008年に再編され、この雑誌は月1回の出版となった。
2012年、ロサンゼルス・タイムズ・マガジンはロバート・ケネディ人権賞を受賞。この雑誌の写真家マイケル・ロビンソン・チャベスが、作品『破られた約束：ペルー・アンデス高地での金鉱採掘』で国際写真部門賞を受賞したと発表した。
この雑誌は2012年6月3日版が最終刊となった。2014年以降は、ロサンゼルス・タイムズ・マガジンの日曜版もカリフォルニア・サンデー・マガジンに統合された。